# 舒勇
舒勇（1974年—），男，汉族，湖南溆浦人，中华人民共和国政治人物。现任中国美术家协会理事，湖南省美术家协会副主席。第十四届全国政协委员。